# 海南胶核木
海南胶核木（学名：Myxopyrum hainanense）为木犀科胶核木属下的一个种。